# 1972-es Formula–1 olasz nagydíj
Az 1972-es Formula–1 világbajnokság tizedik futama az olasz nagydíj volt.

## Futam
| Helyezés | #  | Versenyző            | Csapat/Motor | Futott körök | Idő/Kiesés oka   | Rajthely | Pontszám |
| -------- | -- | -------------------- | ------------ | ------------ | ---------------- | -------- | -------- |
| 1        | 6  | Emerson Fittipaldi   | Lotus-Ford   | 55           | 1h29:58,4        | 4        | 9        |
| 2        | 10 | Mike Hailwood        | Surtees-Ford | 55           | + 14,5           | 9        | 6        |
| 3        | 14 | Denny Hulme          | McLaren-Ford | 55           | + 23,8           | 5        | 4        |
| 4        | 15 | Peter Revson         | McLaren-Ford | 55           | + 35,7           | 8        | 3        |
| 5        | 28 | Graham Hill          | Brabham-Ford | 55           | + 1:05,6         | 13       | 2        |
| 6        | 23 | Peter Gethin         | BRM          | 55           | + 1:21,9         | 12       | 1        |
| 7        | 3  | Mario Andretti       | Ferrari      | 54           | + 1 kör          | 7        |          |
| 8        | 21 | Jean-Pierre Beltoise | BRM          | 54           | + 1 kör          | 16       |          |
| 9        | 19 | Ronnie Peterson      | March-Ford   | 54           | + 1 kör          | 24       |          |
| 10       | 16 | Mike Beuttler        | March-Ford   | 54           | + 1 kör          | 25       |          |
| 11       | 22 | Howden Ganley        | BRM          | 52           | + 3 kör          | 17       |          |
| 12       | 24 | Reine Wisell         | BRM          | 51           | + 4 kör          | 10       |          |
| 13       | 18 | Niki Lauda           | March-Ford   | 50           | + 5 kör          | 20       |          |
| Kiesett  | 4  | Jacky Ickx           | Ferrari      | 46           | Elektronika      | 1        |          |
| Kiesett  | 20 | Chris Amon           | Matra        | 38           | Fékhiba          | 2        |          |
| Kiesett  | 9  | Andrea de Adamich    | Surtees-Ford | 33           | Fékhiba          | 21       |          |
| Kiesett  | 29 | Wilson Fittipaldi    | Brabham-Ford | 20           | Felfüggesztés    | 19       |          |
| Kiesett  | 7  | John Surtees         | Surtees-Ford | 20           | Üzemanyarendszer | 22       |          |
| Kiesett  | 8  | Tim Schenken         | Surtees-Ford | 20           | Kicsúszás        | 15       |          |
| Kiesett  | 5  | Clay Regazzoni       | Ferrari      | 16           | Ütközés          | 4        |          |
| Kiesett  | 26 | Carlos Pace          | March-Ford   | 15           | Ütközés          | 18       |          |
| Kiesett  | 30 | Carlos Reutemann     | Brabham-Ford | 14           | Felfüggesztés    | 11       |          |
| Kiesett  | 2  | François Cevert      | Tyrrell-Ford | 14           | Motorhiba        | 14       |          |
| Kiesett  | 11 | Nanni Galli          | Tecno        | 6            | Motorhiba        | 23       |          |
| Kiesett  | 1  | Jackie Stewart       | Tyrrell-Ford | 0            | Kuplunghiba      | 3        |          |
| NK       | 25 | Henri Pescarolo      | March-Ford   |              |                  |          |          |
| NK       | 12 | Derek Bell           | Tecno        |              |                  |          |          |

## Statisztikák
Vezető helyen:
- Jacky Ickx: 42 (1-13 / 17-45)
- Clay Regazzoni: 3 (14-16)
- Emerson Fittipaldi: 10 (46-55)

Emerson Fittipaldi 6. győzelme, Jacky Ickx 14. pole-pozíciója, 14. leggyorsabb köre.
- Lotus 47. győzelme.

John Surtees utolsó (111.) versenye.